# Fernando Jubero
Fernando Jubero (Barcelona, 27 februari 1974) is een Spaans voetbaltrainer.

## Carrière
Hij heeft als hoofdtrainer bij diverse Paraguayaanse clubs gewerkt zoals Club Guaraní, Club Olimpia Asunción, Club Libertad en Cerro Porteño.